# Die Klapperschlange
Die Klapperschlange ist ein britisch-US-amerikanischer dystopischer Science-Fiction-Film aus dem Jahr 1981 von John Carpenter. Er zählt zu den kommerziell erfolgreichsten Filmen der frühen 1980er Jahre, gilt als Vorläufer des Cyberpunk-Genres und brachte der Karriere des Schauspielers Kurt Russell eine entscheidende Wende. Der Film startete am 3. September 1981 in den bundesdeutschen Kinos.

## Handlung
New York im Jahr 1997: Die Kriminalität hat in den 1980er Jahren derart zugenommen, dass herkömmliche Gefängnisse nicht mehr ausreichen. Daher wurde Manhattan 1988 aufgegeben und die ganze Insel in ein Hochsicherheitsgefängnis verwandelt. Rund um den Stadtbezirk Manhattan erhebt sich eine 20 Meter hohe Mauer. Alle Brücken, die aus der Stadt herausführen, sind vermint. Wer dorthin verlegt wird, wird zuvor sterilisiert und dann sich selbst überlassen, abgeschottet von der Außenwelt und ohne Aussicht, jemals wieder von der Insel zu entkommen. Es gibt keine Wächter innerhalb der Mauern, sondern ausschließlich Inhaftierte. Dies hat dazu geführt, dass die Gefangenen inzwischen eigene Gesellschaftsformen entwickelt haben.
1997 befindet sich die NATO im Krieg mit der Sowjetunion und ein nuklearer Holocaust droht. Als der Präsident der Vereinigten Staaten mit der Air Force One auf dem Weg zu Friedensverhandlungen mit China und der Sowjetunion ist, entführen Terroristen das Flugzeug und lassen es gezielt in Manhattan abstürzen. Die Sicherheitsmannschaft setzt den Präsidenten rechtzeitig in eine rote eiförmige Rettungskapsel, zusammen mit einem Aktenkoffer, in dem ein Sender aktiviert wurde, und einer Audiokassette, die Informationen zu einer neuartigen Energiequelle enthält, der Kernfusion. Der Präsident überlebt so den Absturz inmitten der Gefängniszone und wird von den Häftlingen als Geisel genommen.
Als Polizeikräfte den Präsidenten bergen wollen, werden sie von Romero empfangen, dem Handlanger des Duke, Herrscher von Manhattan. Romero macht ihnen klar, dass der Präsident umgebracht würde, sollten weitere Rettungsversuche erfolgen. Daher lässt Polizeichef Hauk den Sträfling und Ex-Elite-Soldaten Snake Plissken zu sich kommen, der eben nach Manhattan verlegt werden sollte. Hauk verspricht Plissken die Freiheit, wenn es ihm gelingt, den Präsidenten mitsamt der Audiokassette heil aus Manhattan herauszuholen. Wegen der bevorstehenden Friedensgespräche ist die Zeit knapp und Plissken bleiben nur 22 Stunden Zeit. Um ihn gefügig zu machen, lässt Hauk ihm explosive Miniaturkapseln in den Hals einspritzen, die nach Ablauf der 22 Stunden detonieren und ihn so töten sollen.
Mit einem Segelflugzeug gelangt Plissken unbemerkt nach Manhattan und landet auf dem Dach des früheren World Trade Centers. Er findet heraus, dass der Präsident sich in den Händen des Duke befindet. Der plant mit dem Präsidenten als Schutzschild eine Flucht über die mit Minen gespickte Queensboro Bridge aus dem Gefängnis. Dafür lässt er sich von seinem Berater Harold „Brain“ Helman, einem ehemaligen Freund von Plissken, eine Landkarte zur Umgehung der Minen anfertigen. Plissken zwingt Brain und dessen Gefährtin Maggie, ihm bei der Suche nach dem Präsidenten zu helfen. Nach und nach verliert Kämpfer Plissken wichtige Gegenstände seiner Ausrüstung, zum Beispiel zerschellt sein Funkgerät, mit dem er Kontakt mit Polizeichef Bob Hauk hält, auf dem Straßenasphalt und sein Peilsender verschwindet. Dann wird Plissken von Dukes Männern gefangen genommen.
In der Grand Central Station, Dukes Residenz, muss Plissken einen Kampf auf Leben und Tod bestehen, während Brain und Maggie den Präsidenten befreien. Plissken siegt und führt den Präsidenten sowie Brain und Maggie zum World Trade Center, doch inzwischen wurde sein Flugzeug von den „Crazies“ zerstört, einer in der Kanalisation lebenden Untergrundgang. Da taucht der Taxifahrer Cabbie auf und bietet an, sie über die Brücke in die Freiheit zu fahren. Er hat auch die Audiokassette dabei, die er von Romero bekommen hat.
Von Duke und dessen Meute verfolgt, erreichen sie in Cabbies Taxi die Brücke. Bei der weiteren Flucht sterben Cabbie, Brain und Maggie, und nur Plissken und der Präsident erreichen die Mauer am Ende der Brücke. Da taucht der Duke auf, wird jedoch vom Präsidenten erschossen, der zusammen mit Plissken von den Polizeikräften über die Gefängnismauer in Sicherheit gebracht wird.
Inzwischen sind die 22 Stunden fast vergangen, und die Minikapseln in Plisskens Hals werden Sekunden vor ihrer Explosion entschärft. Währenddessen bereitet sich der Präsident darauf vor, per Satellit zu den Teilnehmern der Friedenskonferenz zu sprechen. In einem letzten Gespräch befragt Plissken den Präsidenten über seine Haltung zu den Häftlingen auf Manhattan. Der Präsident reagiert mit einer herablassenden, überheblichen und geringschätzende Antwort über diese Menschen. Als während seiner Rede die Audiokassette mit den Informationen über die neue Energiequelle abgespielt wird, stellt sie sich als Musikkassette aus Cabbies Taxi heraus. Plissken hatte die Kassetten vertauscht und zerstört im Weggehen die richtige. Es bleibt unklar, ob eine andere Antwort des Präsidenten diese Zerstörung der Kassette verhindert hätte.

## Produktion

### Vorproduktion

#### Casting
Ursprünglich waren die Schauspieler Charles Bronson oder Tommy Lee Jones für die Hauptrolle des Snake Plissken vorgesehen; der Regisseur John Carpenter bestand jedoch darauf, diese Rolle mit einem jüngeren Darsteller zu besetzen. Um körperlich in Form zu kommen und athletische Muskeln aufzubauen, trainierte Kurt Russell vier Monate lang mit einem Trainer in einem Fitnessstudio. Für Russell stellte die Hauptrolle in Die Klapperschlange einen Wendepunkt in seiner Karriere dar und war für ihn von entscheidender Bedeutung, in Hollywood zu einem großen Star aufzusteigen. Als Snake Plissken vollzog sich für Russell, der früher in familientauglichen Walt-Disney-Filmen wie Superhirn in Tennisschuhen spielte, ein Image-Wechsel. Für den Fernsehfilm Elvis hatten John Carpenter und Kurt Russell bereits zwei Jahre davor erstmals zusammengearbeitet, in dieser Filmbiografie von 1979 verkörperte Russell den King of Rock ’n’ Roll Elvis Presley.

#### Drehortsuche
Im Vorfeld der Dreharbeiten war der Location-Manager Barry Bernardi quer durch die Vereinigten Staaten gereist, um nach geeigneten Drehorten zu suchen. Dabei empfahl Bernardi die Stadt St. Louis, in der eine für die Aufnahmen ideale Brücke stand, die das Filmteam für einen symbolischen US-Dollar dem United States Army Corps of Engineers abkaufte. Im damals stillgelegten Bahnhof von St. Louis baute die Crew das Hauptquartier des Gangsterchefs Duke auf, als fiktiver Madison Square Garden. Zum Zeitpunkt der Dreharbeiten fand die Filmcrew im verlassenen Bahnhof etliche vermüllte Räumlichkeiten vor, was sich das Team zunutze machte und als dreckige postapokalyptische Kulisse verwendete. Einige Zeit später eröffnete in dem umgebauten Bahnhofsgebäude ein Einkaufszentrum und ein Hyatt-Hotel.

### Dreharbeiten

#### Drehorte
Den Großteil des Films drehte das Filmteam in St. Louis, Missouri. Im Jahr 1976 hatte es in der Stadt St. Louis einen Großbrand gegeben, der etliche Häuser zerstört hatte, die hinterher nicht wieder aufgebaut worden waren. Diese heruntergekommene Atmosphäre benutzte das Filmteam als authentische Kulisse. Außerdem drehte die Crew in einem eigens gebauten Kulissenbild nahe dem Sepulveda-Damm im San Fernando Valley, zum Beispiel das filmische Finale, wenn Snake Plissken und der US-Präsident die Betonmauer, die das Filmteam aufgebaut hatte, hochgezogen werden. Die nächtliche Anfangsszene mit dem kleinen Flüchtlingsboot und dem verfolgenden Helikopter wurde in Long Beach aufgenommen. Eine der wenigen Szenen, die tatsächlich in New York gedreht wurden, ist jene zu Beginn des Films mit dem Helikopter, der über die nächtlich beleuchtete Freiheitsstatue hinwegfliegt. Für diese Szene baute die Crew ein Wachhäuschen mit der Aufschrift „Liberty Island Security Control“ am Fuße der Freiheitsstatue auf, in dem der Schauspieler Tom Atkins als Wachmann mit Schnurrbart den Telefonhörer eines weißen Telefons abhebt. Aufgrund des begrenzten Budgets von 6,5 Millionen US-Dollar, inklusive 360.000 US-Dollar für die Spezialeffekte, konnte das Filmteam keinen Nachbau der Freiheitsstatue errichten. Während dieser eröffnenden Kamerafahrt überbrücken komplett schwarze Bildfelder den Übergang von Szenenbild zu Szenenbild, ein schnitttechnisches Stilmittel, das Alfred Hitchcock, dessen Schaffen nachhaltigen Einfluss auf das Sehen und Denken von Ausstatter Joe Alves ausgeübt hat, häufig anwandte. Ferner fanden diverse Außenaufnahmen in Century City statt.
Die Filmaufnahmen mit dem musikalischen Theaterstück, das sich der Taxifahrer Cabbie anschaut, trugen sich im Wiltern Theatre, welches sich damals vor der Renovierung in einem desolaten Zustand befand, auf dem Wilshire Boulevard in Los Angeles zu. Allerdings wurden die Aufnahmen, bevor Plissken das Gebäude betritt, vor dem Fox Theatre in St. Louis gemacht. Dem Regisseur Carpenter gefiel die Art-déco-Atmosphäre darin, weshalb er sich für das Wiltern Theatre als Drehort der Innenaufnahmen entschied.
Für die Aufnahmen des Unterschlupfs von Harold „Brain“ Helman suchte das Filmteam eine Bibliothek der philosophischen Fakultät auf dem Campus der University of Southern California (USC) in Los Angeles auf. Carpenter war Student an der USC gewesen. Dagegen entstanden die Bilder im Freien vor dem Freimaurertempel The New Masonic Temple.
Die Szenen, in denen Snake Plissken von bewaffneten Soldaten zum Verhör mit Bob Hauk geführt wird, wurden im Kunstzentrum in Pasadena gedreht, wegen der sterilen, kalten und futuristischen Atmosphäre. In Bezug auf den Einsatz der polizeilichen Helikopter erhielt das Filmteam unterstützende Beratung durch das United States Army Corps of Engineers. Darüber hinaus wirken im Film Nationalgardisten aus Missouri mit. Die Soldaten der Nationalgarde flogen die Helikopter. In einer Szene, in der bei Tageslicht ein Helikopter auf einer Wiese mit jubelnden Häftlingen landet und die Soldaten den Koffer des Präsidenten an sich nehmen, sieht man Regisseur John Carpenter in einem Cameo-Auftritt mit schwarzer Kleidung an Bord des Hubschraubers sitzen. Die Skyline von New York im Hintergrund dieser Szene wurde von James Cameron, der später als Regisseur mit Filmen wie Terminator 2 – Tag der Abrechnung großen Erfolg hatte, auf Glas gemalt. Im Abspann des Actionfilms wird er mit seinem Spitznamen „Jim Cameron“ genannt.
In einer Szene landen zwei Hubschrauber des Modells Huey, denen Bob Hauk entsteigt, um mit dem flamboyanten Mittelsmann Romero zu verhandeln, inmitten des Chaos von New York. Diese Landung der beiden Hubschrauber wurde auf einem Parkplatz in St. Louis gedreht. Für diese Aufnahme entluden mehrere Lastwagen haufenweise Sperrmüll als Kulisse. Da das Filmteam täglich von 18 Uhr abends bis sechs Uhr morgens drehte, musste die Crew danach im Morgengrauen mit Planierraupen und Gabelstaplern umgehend die Kulissen wieder zur Seite räumen, um die Wege für den städtischen Berufsverkehr in St. Louis freizumachen. In der Rolle des Romero mit blonder Sturmfrisur ist der Schauspieler Frank Doubleday zu erleben, der in dem frühen Carpenter-Film Assault – Anschlag bei Nacht von 1976 als zwielichtiges Mitglied einer gewalttätigen Straßengang mitwirkt. Die Namen der Figuren Romero und Cronenberg sind Hommagen an die Horrorfilm-Regisseure George A. Romero und David Cronenberg. Für die Dreharbeiten baute das Filmteam das Dach des World Trade Centers nach. Nach Abschluss der Dreharbeiten vermietete die Produzentin Debra Hill das Segelflugzeug an eine Segelflugschule in der Mojave-Wüste. Zudem wurden manche Szenen, etwa wenn Snake Plissken nachts auf der Landebahn in das Segelflugzeug einsteigt, auf einer Movie Ranch namens Indian Dunes verwirklicht, ein vielseitiges 2,4 Quadratkilometer großes Gelände bei Valencia, das mit seinen Hügeln und Flussbetten häufig als Außenkulisse für Dreharbeiten von actionreichen Fernsehserien wie Das A-Team und MacGyver diente sowie als gestellter Kriegsschauplatz für Filme über den Vietnamkrieg. Das Abfilmen des angeblichen Treppenhauses des World Trade Centers fand dagegen im California Institute of the Arts der Walt Disney Company statt. Für die Szenen, in denen sich Snake Plissken mit Funkgerät in weitläufigen Räumen mit Graffiti an den Wänden bewegt, besprühte die Crew aufgehängte Packpapierflächen mit Graffiti, da die Wände im Studio von CalArts nicht bemalt werden durften.

#### Erwähnenswerte Besetzungen von Nebenrollen und Stuntdouble
Die Szene, in der Maggie tot und blutüberströmt auf der Brücke liegt, wurde nachträglich in der heimischen Garage von John Carpenters Anwesen gedreht. Man hatte vergessen, die Einstellung in den Studios zu drehen. Adrienne Barbeau war damals die Ehefrau von John Carpenter.
In der Mitte des Films trifft Snake Plissken in einer Filiale der Café-Kette Chock full o' Nuts auf eine blonde Frau, die sich ihm anschließen will. Dabei handelt es sich um die Schauspielerin Season Hubley, mit der Hauptdarsteller Kurt Russell zu jener Zeit verheiratet war. Nur wenige Monate davor hatte Season Hubley den gemeinsamen Sohn Boston Russell (* 1980) des Ehepaars zur Welt gebracht. Für Hubley war Die Klapperschlange die erste Schauspielarbeit, die sie nach der Geburt wieder annahm. Das Chock full o' Nuts ist ein für New York City charakteristisches Kaffeehaus. Zum typischen Stadtbild von New York gehört ebenso die Feuerleiter, die Snake Plissken anschließend hochklettert, um durch Eintreten der Fensterscheiben in die Wohnung zu gelangen.
Im Flugzeug des Präsidenten sieht man zu Beginn des Films einen blonden Geheimdienstmitarbeiter, der mit einem Sturmgewehr gegen die Tür des Cockpits hämmert. Dabei handelt es sich um Steven Ford, einen Sohn des 38. US-Präsidenten Gerald Ford. Ironischerweise spielt Donald Pleasence, ein britischer Schauspieler, den Präsidenten.
In der Rolle des riesigen bärtigen Gladiators, gegen den Snake Plissken in einem Ring antreten muss, agiert der Wrestler Ox Baker, der fast zwei Meter groß und über 150 Kilogramm schwer war. Seine Rolle als Berserker nahm Ox Baker äußerst ernst, weshalb er bei den Drehs annähernd genauso hart zuschlug wie bei seinen regulären sportlichen Wettkämpfen. Am Rande kam es deshalb zu einem verbalen Konflikt zwischen Ox Baker und Kurt Russell. Zum Schluss des Kampfs schlägt Snake Plissken mit einem Baseballschläger, in dem lange Nägel stecken, ins Genick seines Kontrahenten. Für diese Szene trug Ox Baker als Schutz ein Holzstück im Nacken, was jedoch diese brutale Szene nicht ungefährlicher für ihn machte. Diese Szene enthält zudem einen Filmfehler: In einem Augenblick steckt die Nagel-Keule im Genick von Ox Baker und fällt zu Boden, um im nächsten Moment erneut im Nacken des Gladiators zu stecken, und das im ständigen Wechsel.
Wie in zahlreichen anderen Filmen war Dick Warlock bei den Dreharbeiten für Die Klapperschlange das Stuntdouble von  Kurt Russell. Warlock war über 25 Jahre lang Stuntman für Russell und ging 2002 in den Ruhestand. Gegen Ende des Films, wenn sich Snake Plissken an der grauen Betonmauer abseilt und hinter ein militärisches Fahrzeug springt, handelt es sich in Wirklichkeit um Dick Warlock, der von der Mauer herunterkommt. Hinter dem Geländewagen lag wartend der Schauspieler Kurt Russell, der in diesem Moment übernimmt und dann hinter dem Fahrzeug hervortritt. Im Filmjargon nennt man einen solchen Stunt-Trick Texas Switch, der früher häufig Verwendung fand, zum Beispiel von dem Cowboy-Schauspieler John Wayne, der in etlichen Filmen den Western-Helden verkörperte.

#### Szenenbild, Ausstattung und Kostüme
Der deutsche Filmtitel Die Klapperschlange trifft nicht zu: Snakes Tätowierung ist eindeutig eine Kobra, keine Klapperschlange. Im letzten Drittel des Films sieht man Snake Plissken oberkörperfrei und mit dem schwarzen Schlangen-Tattoo auf dem Bauch. Diese Tätowierung war aufgemalt; durch den Schweiß, den Kurt Russell bei ständiger körperlicher Bewegung transpirierte, zerlief andauernd die Farbe des Tattoos, so dass die Maskenbildner die Tätowierung regelmäßig nachmalen mussten.
Um der actiongeladenen Handlung zusätzliche Spannung und Tempo zu verleihen, führten die Drehbuchautoren die digitale Armbanduhr mit roten Ziffern ein, die einen Countdown von 23 Stunden herunterzählt. Auf diese Weise haben die Zuschauer stets die tickende Armbanduhr im Hinterkopf.
Gemäß der Figurenzeichnung nahm Snake Plissken früher an Kampfhandlungen in Sibirien teil, darum trägt Plissken schwarz-weiße militärische Tarnhosen.

#### Spezialeffekte
Während Plissken mit dem Segelflugzeug über Manhattan einschwebt, sieht er auf seinem Monitor eine computergenerierte Sicht auf die Stadt in Drahtgitterdarstellung, das heißt, man sieht die Kanten der Häuser als dünne Linien. Als der Film gedreht wurde, war allerdings ein Computer, der derartiges darstellen konnte, noch sehr teuer. Deshalb drehte man die Szene, indem man ein Modell von Manhattan errichtete und dann alle Häuser schwarz anmalte und mit weißen Kanten versah. Dies wurde dann bei entsprechender Beleuchtung gefilmt und sah täuschend echt aus.
Für die Dreharbeiten benötigte die Filmcrew unter Leitung von Roy Arbogast große Mengen an Nebelfluid, womit sich in der Luft dicke Nebelschwaden herstellen lassen. Das Nebelfluid bekam die Crew von Los Angeles nach St. Louis per Flugzeug geliefert. Beim Verladen wurde jedoch vergessen, die Fracht auf brennbare Materialien zu überprüfen. Während des Flugs zerbrach eine Flasche Nebelfluid und dichter Rauch entstand an Bord, weshalb der Pilot dachte, das Flugzeug brenne. Darum bereitete das Bodenpersonal am Flughafen von St. Louis eine Notlandung vor. Als sich die Situation aufklärte, dass der Rauch von dem für Filmaufnahmen bestellten Nebelfluid stammte, wurde der Produktionsmanager Chip Fowler von der Bundespolizei FBI verhört. Nach einem jahrelangen Gerichtsverfahren musste die Filmproduktionsfirma eine Geldbuße von 10.000 US-Dollar an die Federal Aviation Administration (FAA) zahlen.
Zur Darstellung der abgestürzten Präsidenten-Maschine Air Force One kaufte das Filmteam unter Leitung von Ward Welton auf einem Schrottplatz ein Flugzeug des Modells Douglas DC-8 im Wert von 8000 US-Dollar, das zerschnitten und brennend in St. Louis abgefilmt wurde, ohne Dreherlaubnis der Stadtverwaltung. Am nächsten Tag behaupteten verschiedene Passanten, den in Wirklichkeit nicht stattgefundenen Absturz des Flugzeugs als Augenzeugen gesehen zu haben, weshalb die örtliche Tageszeitung ein Foto der Maschinentrümmer veröffentlichte. Für die Spezialeffekte war Roy Arbogast zuständig. Aus Kostengründen konnte das Filmteam den eigentlichen Absturz der Air Force One nicht real inszenieren, darum musste ihn die Crew als animierte Computergrafik andeuten.

### Postproduktion

#### Filmmusik und Tongestaltung
In der Szene mit dem Taxifahrer Cabbie als Zuschauer des Musicals hat der Regisseur John Carpenter einen Cameo-Auftritt als Violinist auf der Bühne, und Drehbuchautor Nick Castle sitzt am Klavier. Für diesen Moment wollte man das Lied Everything's Coming Up Roses von Stephen Sondheim verwenden, wofür der Actionfilm jedoch keine Genehmigung erhielt, weshalb die Besetzung das Lied in veränderter Form als Neuinterpretation einspielte. Als die Produzentin Debra Hill zehn Jahre später den Film König der Fischer drehte, bekam sie die Rechte des Sondheim-Songs für diesen Film. Fast die komplette Filmmusik, die von John Carpenter gemeinsam mit dem Musiker Alan Howarth komponiert wurde, ist in der dunklen Tonart E-Moll.
Zum Finale hin liefern sich Snake Plissken und Harold Brain Helman auf dem Dach des World Trade Centers eine Schießerei mit Indianern. Im Nachhinein wurden die Pistolenschüsse akustisch bearbeitet, um ihnen einen futuristischen Klang zu geben. In der finalen Szene, in der der US-Präsident frisch rasiert und im Anzug zur amerikanischen Nation spricht, erklingt zur Verwunderung des Präsidenten von der eingelegten Kassette wie schon im gelben Taxi das Stück Bandstand Boogie von Charles Albertine, die Titelmelodie einer ehemals populären TV-Sendung mit poppiger Tanzmusik im amerikanischen Fernsehen.

#### Uraufführung und Vertrieb
Im Rahmen der Veröffentlichung von Die Klapperschlange begaben sich der Schauspieler Isaac Hayes und die Produzentin Debra Hill auf Promotion-Tournee quer durch die Vereinigten Staaten, nach Detroit, Chicago, Pittsburgh, Washington und New York City, um den Film zu bewerben. Dabei fuhren Hayes und Hill zur Präsentation in Autokinos in der hellen Limousine mit den zwei funkelnden Kronleuchtern auf der Motorhaube und der Discokugel im Inneren vor, die dem Duke in Die Klapperschlange als Fortbewegungsmittel dient. Im hinteren Teil des Automobils wurde ein Hydraulik-System eingebaut, welches das Heck des Wagens anhob, wie man im Film sehen kann. Für Debra Hill war Die Klapperschlange die erste Filmproduktion unter Gewerkschaftsaufsicht.

## Trivia
- Eine Urfassung des Films zeigt Plisskens Banküberfall und seine anschließende Flucht, also die Vorgeschichte für seine Abschiebung in das Manhattaner Gefängnis. Diese für die Kinoversion verworfene, knapp elfminütige Sequenz ist im Bonusmaterial der Blu-ray des Films enthalten.
- Nach einem Interpretationsangebot der Produzentin Hill, die die Figur Snake Plissken als Antihelden charakterisiert, setzt sich der Film unterschwellig mit dem Thema Bürgerrechte auseinander.[5]
- Der 1981 erschienene Actionfilm wagte als dystopische Zukunftsvision einen Blick in das damals noch ferne Jahr 1997. Ein riesiges Mobiltelefon in den Händen von Bob Hauk wirkt heute unfreiwillig komisch.[3][10]
- Der Plot des Films diente als Inspiration für den ersten Teil der Computerspielreihe Gothic. In diesem wird der Protagonist („Namenloser Held“) mit einem geheimen Auftrag in eine Strafkolonie („Minenkolonie“) geschickt. Diese, durch eine magische Barriere von der Außenwelt abgetrennt, wird als Gefängnis des fiktiven Königreiches genutzt.[11][12]
- Die digitale Armbanduhr mit roten Ziffern wurde von Fans im Jahr 2019 in verschiedenen Versionen als funktionierende Smartwatch entwickelt und in limitierter Version weltweit vertrieben.
- Kurt Russell bezeichnet seine Rolle als Snake Plissken als „most iconic character I’ve ever played“.[13]
- Eines Nachts, so berichtet Russell, sei er während der Dreharbeiten allein und in voller Snake-Ausstattung und -Bewaffnung durch eine verlassene Straße von einem Ort des Filmsets zu einem anderen gelaufen. Er traf dort plötzlich auf eine Gruppe junger Männer, die wiederum auf sein Erscheinen mit „Hey, man, easy, easy“ reagierte und es vorzog, sich leise zu entfernen. Russell suchte daraufhin schnell Carpenter auf und erzählte ihm, dass die Figur des Snake wohl funktionieren würde („I think this guy’s gonna work.“).[14]

## Soundtrack
Eines der wichtigsten Merkmale des Filmes ist der mit Synthesizer- und Sampler-Elementen angereicherte Soundtrack. Er wurde von John Carpenter in Zusammenarbeit mit Alan Howarth komponiert. Überwiegend erklingt die Filmmusik in der dunklen Tonart E-Moll. Der Soundtrack wurde überwiegend positiv von den Kritikern aufgenommen. Veröffentlicht wurde er unter dem Label Colosseum.
1. Main Title (3:52)
2. Up the Wall / Airforce[16] (2:29)
3. Orientation 2 (1:48)
4. Engulfed Cathedral (Debussy)[16] (3:33)
5. Back to the Pod/The Crazies Come Out (3:00)
6. Arrival at the Library (1:06)
7. Everyone’s Coming to New York (2:54)
8. The Duke Arrives / The Barricade[17]  (3:35)
9. Police State/Romero and the President (3:21)
10. The President at the Train (2:55)
11. The President is Gone (2:30)
12. Chase Across the 69th Street Bridge (2:33)
13. Over the Wall (3:43)

## Fortsetzung
1996 drehte Carpenter eine Fortsetzung unter dem Titel Flucht aus L.A. Mehr eine Neuverfilmung als eine Fortsetzung, konnte dieser Film nicht an den Erfolg des Originals anknüpfen. Danach gab es Ideen für einen dritten Film mit dem Arbeitstitel Escape from Earth, die aber bisher keine Umsetzung erfuhren.

## Neuverfilmung
Im Dezember 2017 wurde das Drehbuch für eine Neuverfilmung fertig, die von Neal Cross geschrieben wurde und Skripts vom Original-Autor John Carpenter enthält. Die Regie des von 20th Century Fox produzierten Films sollte Robert Rodriguez übernehmen, der Film wurde jedoch nicht realisiert.

## Kritiken
Das Lexikon des internationalen Films urteilte: „Eine bittere, düstere, streckenweise auch ironische Zukunftsvision, die trotz des perfekten Einsatzes filmischer Effekte keineswegs spekulativ auf Horror ausgerichtet ist; statt dessen geben die apokalyptischen Bilder Anstöße zum Nachdenken über die Realität und eine mögliche nahe Zukunft.“
Die Kritiker der Fernsehzeitschrift TV Spielfilm meinten: „Der ‚säbelrasselnde‘ deutsche Titel führt mal wieder in die Irre: ‚Escape from New York‘, so das treffendere Original, ist weniger ein Heldenepos als die düstere Vision einer verwahrlosten, pervertierten Zivilisation. Der sechste Film des Action- und Horrorspezis John Carpenter erntete fast nur Lob: perfekte Kamera und Schnitttechnik, gelungene Effekte, kühl kalkulierte, spartanische Dialoge und die karge, elektrisierende, von Carpenter selbst komponierte Synthi-Musik.“
Andreas Rauscher bewertete bei der Universal-Bibliothek „Die Klapperschlange“ als: „eine Genre-Mischung aus Science Fiction, Großstadtwestern, Thriller, Horror und Endzeitfilm“. Der Film zeichnet „ein klaustrophobisches, düsteres Zukunftsbild einer Geisterstadt-Metropole, das geschickt mit durchaus realen Zukunftsängsten spielt.“ „Die archaischen Gladiatorenkämpfe und die verelende[te]n Massen, die durch den wild wuchernden Central Park ziehen, symbolisieren den staatlich sanktionierten Rückfall in die Barbarei. Somit ergibt sich auf einer weiteren Ebene ein intelligenter anti-utopischer Gegenentwurf zum Ende der 70er-Jahre“ und ein „wieder erwachten Optimismus im Science-Fiction-Genre.“
Kino.de nannte den Film: „Ein atmosphärisch düsterer, stellenweise sarkastischer Actionfilm, der zwar angefüllt ist mit Klischees, aber seinen eigenen Reiz besitzt.“ Findet aber auch, es sei ein „Clever gestrickter, extrem spannender Science fiction-Thriller von Horrormeister John Carpenter („Halloween“), dem einmal mehr das Kunststück gelingt, mit relativ einfachen Mitteln den Eindruck einer aufwendigen Großproduktion zu erwecken.“